# Seniha Sultan
Seniha Sultan (7. prosince 1851 – 15. září 1931) byla osmanská princezna. Byla dcerou sultána Abdulmecida I. a jeho ženy Nalanıdil Hanımefendi. Byla nevlastní sestrou sultánů Mehmeda VI., Murada V., Abdulhamida II. a Mehmed V.

## Biografie
Seniha měla ještě bratra jménem Şehzade Mehmed Abdüssamed Efendi, který zemřel jako malý na infarkt.
Obvykle nosila šaty z nejdražších a nejlepších látek a ozdoby na hlavě. Účesy nosila jen formální a přiměřené jak se na sultánku patřilo. Obdivovala evropskou módu, avšak oblečení z Evropy nikdy nenosila.
Dne 5. prosince 1876 se provdala za Asaf Mahmud Celaleddin Pashu, syna velkovezíra. Společně měli 2 děti – prince Sabahiddina Beye a Ameda Lütfallaha. Sabahaddin byl osmanský sociolog a filozof.
Princezna Seniha zemřela 15. září 1931 v Nice ve Francii, kde pobývala po rozpadu Osmanské říše.